# Lethrinus amboinensis
Lethrinus amboinensis là một loài cá biển thuộc chi Lethrinus trong họ Cá hè. Loài này được mô tả lần đầu tiên vào năm 1854.

## Từ nguyên
Từ định danh amboinensis được đặt theo tên gọi của đảo Ambon (thuộc quần đảo Maluku, Indonesia), nơi mà mẫu định danh của loài cá này được thu thập (–ensis trong tiếng Latinh là hậu tố biểu thị nơi chốn).

## Phân bố và môi trường sống
L. amboinensis có phân bố khá rộng rãi ở vùng Ấn Độ Dương - Thái Bình Dương, từ Indonesia trải dài về phía đông đến quần đảo Marshall, quần đảo Samoa và quần đảo Marquises, ngược lên phía bắc đến Nam Nhật Bản, giới hạn phía nam đến Tây Úc.
L. amboinensis sống trên nền đáy cát với rạn san hô, hoặc trong đầm phá ở độ sâu khoảng 5–30 m.

## Mô tả
Chiều dài cơ thể lớn nhất ở L. amboinensis có thể đạt đến 70 cm, nhưng thường bắt gặp với chiều dài trung bình khoảng 40 cm. Thân vàng nhạt, rải rác những đốm đen. Đầu màu nâu, có thể có vài sọc sáng màu; môi hơi đỏ. Gốc vây ngực màu đỏ cam. Viền ngoài vây ngực màu vàng. Vây bụng và vây hậu môn màu trắng hoặc phớt vàng. Vây lưng và vây đuôi lốm đốm nâu hoặc vàng với viền cam hoặc đỏ.
L. amboinensis có thể bị nhầm với Lethrinus microdon, mặc dù cả hai loài dễ phân biệt qua kích thước mõm và L. microdon không có màu đỏ cam ở gốc vây ngực. Mõm L. amboinensis dài, với kích thước gấp khoảng 1,7–1,9 lần chiều dài đầu.
Số gai ở vây lưng: 10 (gai thứ 3 thường dài nhất); Số tia vây ở vây lưng: 9; Số gai ở vây hậu môn: 3; Số tia vây ở vây hậu môn: 8 (tia thứ nhất thường dài nhất); Số tia vây ở vây ngực: 13; Số vảy đường bên: 47–48.

## Sinh thái
Thức ăn của L. amboinensis chủ yếu là cá nhỏ, nhưng cũng bao gồm động vật giáp xác, động vật thân mềm và cầu gai.

## Thương mại
L. amboinensis được đánh bắt chủ yếu bằng dây câu và thường được bán dưới dạng tươi sống trên thị trường. Loài này thuộc đơn vị quản lý cá tầng đáy ở khu vực đảo Guam, quần đảo Bắc Mariana và Samoa thuộc Mỹ.